# یواس‌اس چانسی (دی‌دی-۳)
یواس‌اس چانسی (دی‌دی-۳) (به انگلیسی: USS Chauncey (DD-3)) یک کشتی بود که طول آن 
- ۲۴۵ فوت (۷۴٫۷ متر) (pp)
- ۲۵۰ فوت (۷۶٫۲ متر) (oa)

```
بود. این کشتی در سال 
۱۹۰۱
 ساخته شد.
```